# White Lies
I White Lies sono una band indie rock proveniente da Ealing, Londra, attualmente sotto contratto con la Fiction Records.
Già attiva in precedenza con il nome di Fear of Flying, la band è composta da Harry McVeigh (voce solista, chitarra ritmica, tastiere), Charles Cave (basso, cori e autore dei testi) e Jack Lawrence-Brown (batteria). Un quarto membro della band è Tommy Bowen, che suona le tastiere solo nelle esibizioni dal vivo.
La band ha pubblicato cinque singoli, Unfinished Business, Death, To Lose My Life, Farewell to the Fairground e Bigger than us. Un sesto singolo, Taxidermy, è stato pubblicato solo come brano scaricabile da iTunes nel settembre del 2009, dopo che era apparso come lato B dell'edizione limitata in vinile di To Lose My Life. Questo per rendere facilmente reperibile una canzone molto apprezzata dai fan che la band esegue regolarmente nei concerti.
L'album di debutto To Lose My Life... è uscito il 19 gennaio 2009, arrivando subito al numero 1 della classifica dei dischi più venduti in Inghilterra.
Lo stile musicale, secondo la stampa specializzata in generale, è paragonabile a quello di band loro contemporanee come Editors e Interpol, nonché di storiche band post punk anni '80 quali Joy Division, Echo & The Bunnymen, Teardrop Explodes, The Sound, The Chameleons.

## Storia della band

### Formazione
Charles Cave e Jack Lawrence-Brown vengono entrambi da Pitshanger Village, North Ealing, e suonano per la prima volta insieme in uno spettacolo scolastico alla North Ealing Primary School. Harry McVeigh (da Shepherd's Bush) si unisce a loro due anni dopo; il gruppo inizia a suonare sotto il nome di Fear of Flying. Cave descrive la band come un progetto da week-end, e uno dei tanti gruppi a cui partecipava a scuola.

### Fear of Flying
I Fear of Flying completano un tour nel Regno Unito come spettacolo di supporto, unendosi ai The Maccabees, Jamie T e Laura Marling. Pubblicano due singoli in vinile per un'etichetta discografica indipendente, la Young and Lost Club, "Routemaster / Round Three", il 7 agosto 2006 e "Three's a Crowd / Forget-Me-Nots" il 6 dicembre 2006. Entrambi sono prodotti dall'ex collaboratore dei Blur e degli Smiths, Stephen Street, con cui entrano in contatto grazie ad un amico a scuola. Continuano a suonare inaugurando l'Underage Festival a Victoria Park, in Inghilterra, il 10 agosto 2007.
In seguito, decidono di rinunciare all'Università per continuare l'attività musicale con un nuovo nome, ritenendo che il precedente progetto non fosse coerente con le nuove canzoni che nel frattempo avevano scritto.

### White Lies

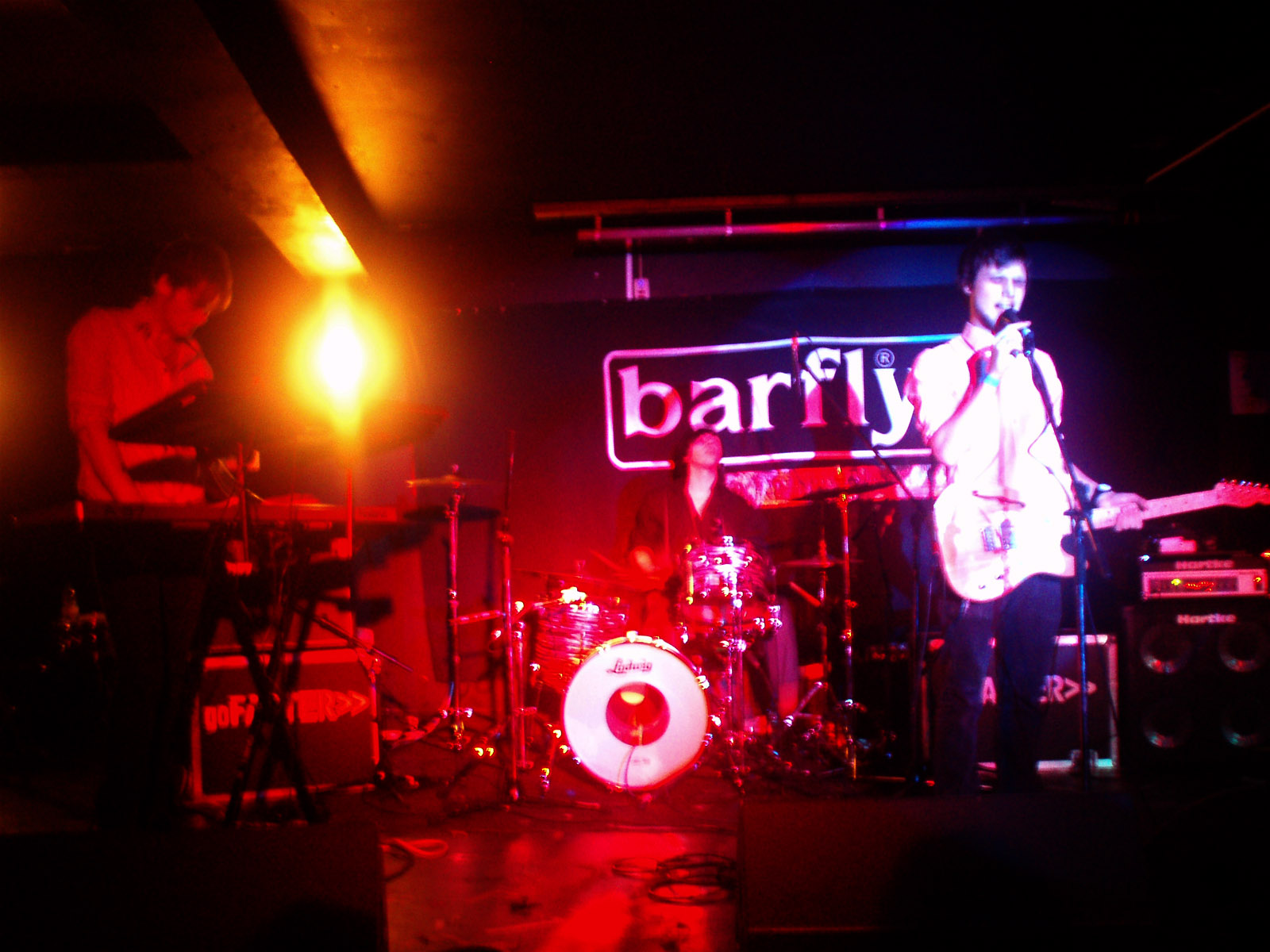
I White Lies nel febbraio 2008

Esibendosi quindi con il nuovo nome, i White Lies tengono il loro primo concerto a Hoxton Square Bar & Kitchen il 27 febbraio 2008, con qualche dirigente di A & R presente. La band ha ammesso di aver provato per due mesi prima del concerto, così come di aver rimandato il proprio debutto per cinque mesi per raccogliere la maggiore attenzione possibile da parte dei media. In seguito a detto concerto, la band riceve offerte da numerose etichette; alla fine la firma con la Fiction Records avviene, in verità, pochi giorni dopo questa prima performance. La band ha riconosciuto diritti di pubblicazione anche alla Chrysalis Music Publishing. La band ha dichiarato che il nome è stato scelto perché "le menzogne pietose (white lies) sono piuttosto oscure ... È così che vediamo noi stessi"; e che le bugie raccontate a fin di bene (white lies) "proteggono dalle verità sconvolgenti" dei testi. In uno spazio concesso loro su BBC Radio 1, Zane Lowe definisce Death come sua "Hottest Record in the World" il 5 febbraio 2008, nonostante la canzone non sia mai stata ufficialmente pubblicata. Degli White Lies si parla per la prima volta anche nel numero del 22 marzo 2008 del New Musical Express: appaiono nella sezione della rivista "Everyone's Talking About...", nell'articolo loro dedicato "Radar". Il giornalista specializzato in concerti dal vivo Hamish MacBain descrive i brani "Death" e "XX" (quella che in seguito verrà intitolata Unfinished Business) - le uniche due canzoni disponibili sul MySpace della band - come "... non timorose di rivelare una qualche sincerità, non timorose di avere una certa portata". La band pubblica il singolo di debutto un mese più tardi, un vinile in 7 pollici di appunto "Unfinished Business", il 28 aprile 2008.

### To Lose My Life...

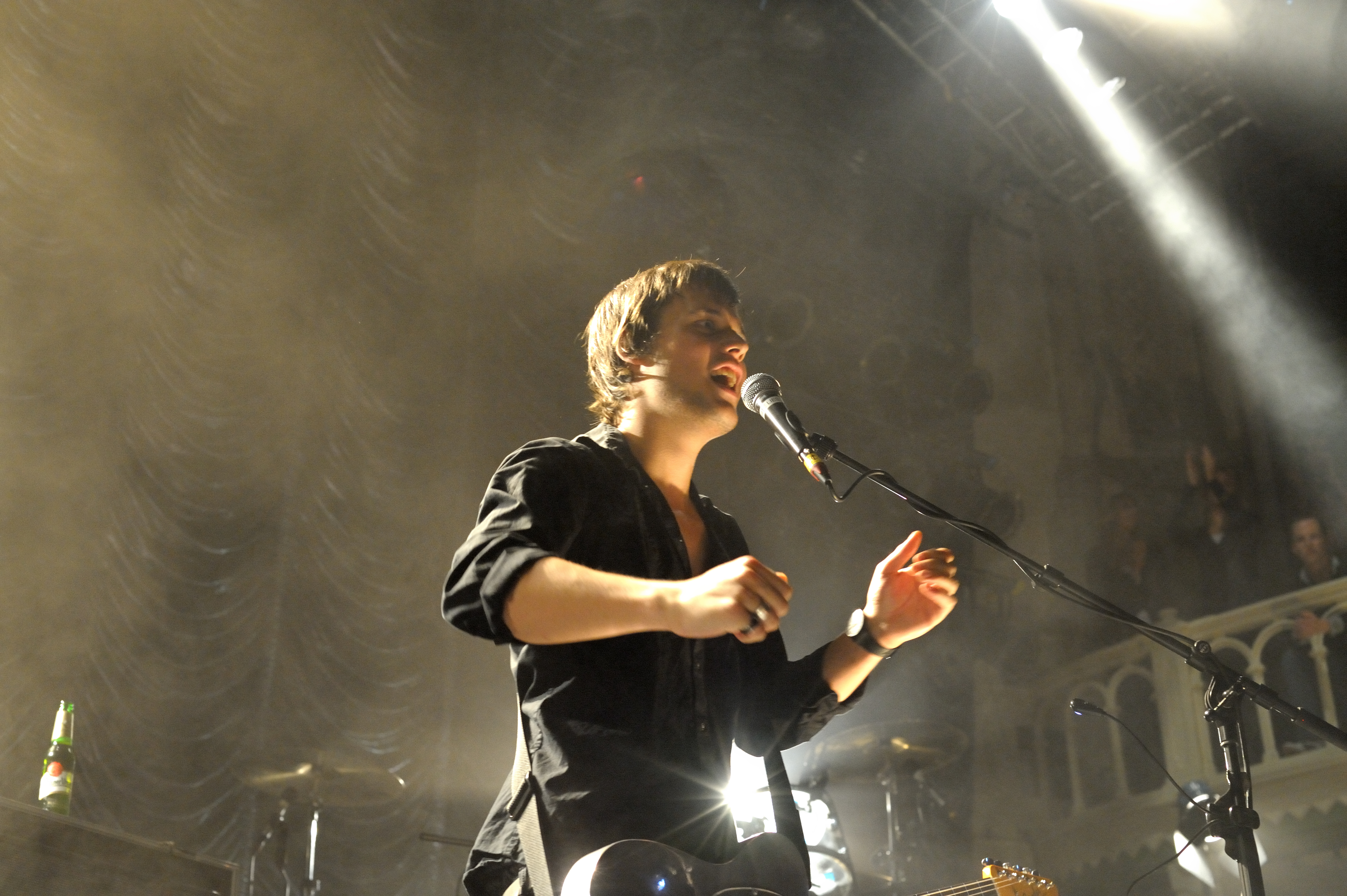
Harry McVeigh cantante dei White Lies

I White Lies debuttano in televisione allo show Later... With Jools Holland il 30 maggio 2008, eseguendo i brani Death e Unfinished Business. Si tratta dell'ultima loro uscita ufficiale prima di iniziare le registrazioni dell'album To Lose My Life..., la cui pubblicazione viene prevista per il gennaio del 2009. Nel corso dell'estate 2008 la band si esibisce in numerosi festival musicali. Dal settembre dello stesso anno intraprendono un tour in Gran Bretagna come headliners (nel frattempo esce il secondo singolo, Death), si esibiscono per alcune date negli Stati Uniti, suonano come supporters dei Glasvegas in novembre e dicembre. Il singolo To Lose My Life esce nei primi giorni di gennaio del 2009, seguito poco dopo dall'album omonimo, che si rivela subito un grande successo, andando direttamente al numero uno delle classifiche di vendita.

### Attività attuale
Nel 2009, i White Lies si esibiscono in numerosi concerti dal vivo in patria ed all'estero, sia come headliners, sia come gruppo di supporto (per il tour europeo dei Coldplay e per il tour americano dei Kings of Leon).
In un'intervista del maggio 2009 al programma della BBC Newsbeat, il cantante Harry Mc Veigh ha dichiarato che prima del 2010 i White Lies non pubblicheranno nuovo materiale, in quanto la loro particolare tecnica di scrittura e realizzazione dei brani richiede un periodo di concentrazione e calma che l'essere continuamente in tour non consente affatto.
Nel 2010 il gruppo ha continuato ad esibirsi dal vivo in numerosi festival e come spalla dei Muse. Ha inoltre completato le registrazioni del secondo album, Ritual, il quale, prodotto da Alan Moulder, è uscito il 17 gennaio 2011, anticipato dal singolo Bigger than Us.
Il gruppo ha pubblicato un terzo album, Big TV, commercializzato in Italia il 27 agosto 2013.
Il quarto disco della band, intitolato Friends, è pubblicato il 7 ottobre 2016. Il lavoro è stato anticipato dalla pubblicazione del singolo Take It Out on Me nell'estate dello stesso anno.
Il quinto album in studio della band, Five, è stato annunciato il 17 settembre del 2018 con data d'uscita prevista per il 1º febbraio 2019. Prima dell'annuncio della data d'uscita, la band ha pubblicato il primo singolo estratto, Time to Give, della durata di 7 minuti e 38 secondi (brano più lungo mai pubblicato dalla band); è anche stato annunciato un tour europeo che si terrà fra gennaio e marzo del 2019, comprendente un'unica data italiana a Bologna. Si è aggiunta un'altra data italiana al Cinzella festival a Grottaglie alle cave in Fantiano il 18 agosto.

## Discografia

### Album in studio
- 2009 – To Lose My Life...
- 2011 – Ritual
- 2013 – Big TV
- 2016 – Friends
- 2019 – Five
- 2022 – As I Try Not to Fall Apart

### Singoli
- 2008 – Unfinished Business
- 2008 – Death
- 2009 – To Lose My Life
- 2009 – Farewell to the Fairground
- 2009 – Death (reissue)
- 2010 – Bigger than Us
- 2011 – Strangers
- 2011 – Holy Ghost
- 2011 – The Power & the Glory
- 2013 – There Goes Our Love Again
- 2013 – First Time Caller
- 2016 – Take It Out On Me
- 2016 – Come On
- 2016 – Morning in LA
- 2016 – Hold Back Your Love
- 2017 – Don't Want To Feel It All
- 2018 – Time to Give
- 2018 – Believe It
- 2018 – Finish Line
- 2019 – Tokyo
- 2021 - I Don't Want To Go To Mars

### EP
- 2008 – Unfinished Business
- 2010 – The Remixes
- 2013 – There Goes Our Love Again Remixes EP
- 2013 – Small TV